# Graham Vigrass
Graham Saxton Vigrass (Calgary, 17 giugno 1989) è un allenatore di pallavolo ed ex pallavolista canadese, nel ruolo di centrale, tecnico della Calgary.

## Carriera

### Giocatore

#### Club
Graham Vigrass inizia a giocare nelle giovanili del Canuck. Dal 2007 gioca a livello universitario con la Calgary, impegnata nel CIS, vincendo il titolo nazionale nel 2010 e venendo premiato come MVP del torneo.
Nella stagione 2013-14 firma il suo primo contratto professionistico con l'Arago de Sète, nella Ligue A francese, mentre nella stagione successiva è al club tunisino dell'Étoile du Sahel, in Nationale A, con cui vince la Coppa di Tunisia. Per il campionato 2015-16 difende i colori dell'Arkas, nella Voleybol 1. Ligi turca, per poi accasarsi, nella stagione 2016-17 ai tedeschi del Charlottenburg, in 1. Bundesliga, dove resta per due annate, vincendo due scudetti.
Nella stagione 2018-19 viene ingaggiato dalla squadra polacca dell'ONICO Warszawa, nella Polska Liga Siatkówki, dove milita anche nella stagione seguente, difendendo però i colori dello Jastrzębski Węgiel. Per l'annata 2020-21 si trasferisce nuovamente in Turchia dove affronta la Efeler Ligi con la maglia del Fenerbahçe, aggiudicandosi la Supercoppa turca: resta nella penisola anatolica anche nell'annata seguente, quando si trasferisce all'Halkbank, con cui vince la BVA Cup. 
Dopo una stagione di inattività, conclude la sua carriera da giocatore nel campionato 2023-24, quando approda in Spagna, disputando la Superliga de Voleibol Masculina con il Guaguas e vince la Coppa Iberica, la Supercoppa spagnola, la Coppa del Re e lo scudetto.

#### Nazionale
Viene convocato nella nazionale portoricana under 21 tra il 2008 e il 2009: con questa vince la medaglia d'argento al campionato nordamericano 2008.
Ottiene le prime convocazioni nella nazionale maggiore nel 2012, vincendo nel 2015 la medaglia d'oro alla NORCECA Champions Cup. Due anni dopo conquista la medaglia di bronzo alla World League, dove viene insignito del premio di miglior centrale. In seguito conquista ancora un bronzo al campionato nordamericano 2019, prima di partecipare ai Giochi della XXXII Olimpiade, dove conclude la sua carriera in nazionale.

### Allenatore

#### Club
Il 6 maggio 2024 viene annunciato il suo ritorno alla Calgary nel ruolo di allenatore.

## Palmarès

### Giocatore

#### Club
- U Sports: 1

2010
- Campionato tedesco: 2

2016-17, 2017-18
- Campionato spagnolo: 1

2023-24
- Coppa di Tunisia: 1

2014-15
- Coppa del Re: 1

2023-24
- Supercoppa turca: 1

2020
- Supercoppa spagnola: 1

2023
- BVA Cup: 1

2021
- Coppa Iberica: 1

2023

#### Nazionale (competizioni minori)
- Campionato nordamericano Under-21 2008
- NORCECA Champions Cup 2015
- Giochi panamericani 2015

#### Premi individuali
- 2010 - CIS: MVP
- 2017 - World League: Miglior centrale